# Metallochlora apicalis
Metallochlora apicalis là một loài bướm đêm trong họ Geometridae.